# Chamaedorea seifrizii
Chamaedorea seifrizii är en enhjärtbladig växtart som beskrevs av Karl Ewald Maximilian Burret. Chamaedorea seifrizii ingår i släktet Chamaedorea och familjen Arecaceae. Inga underarter finns listade i Catalogue of Life.

## Bildgalleri

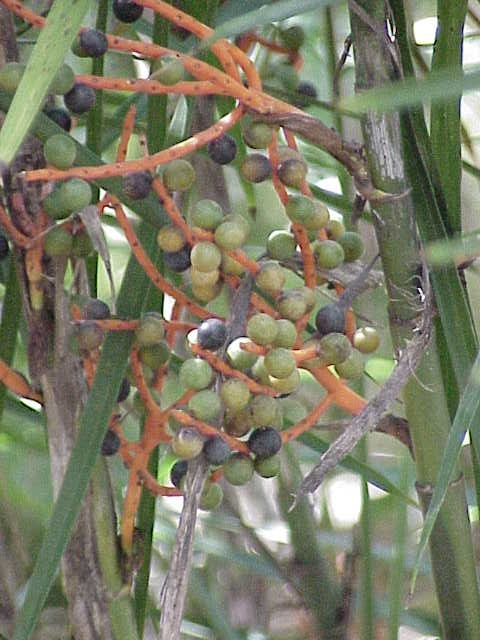
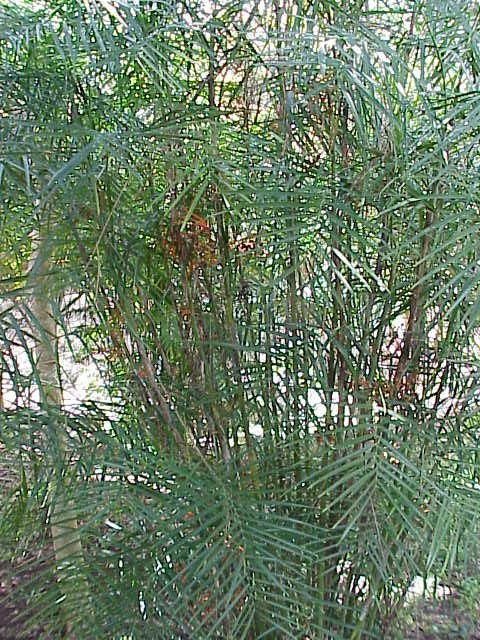
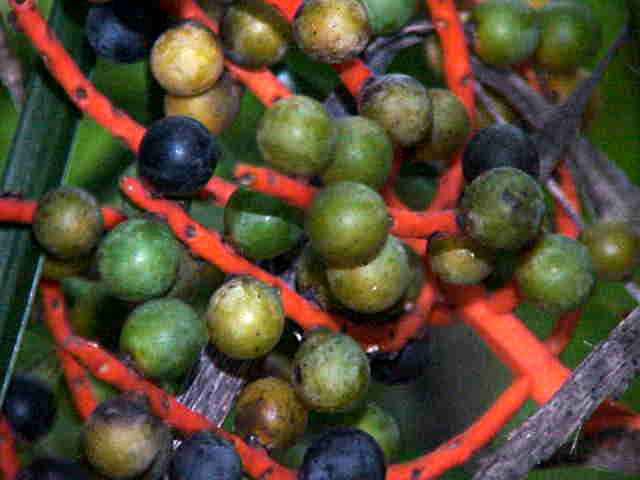
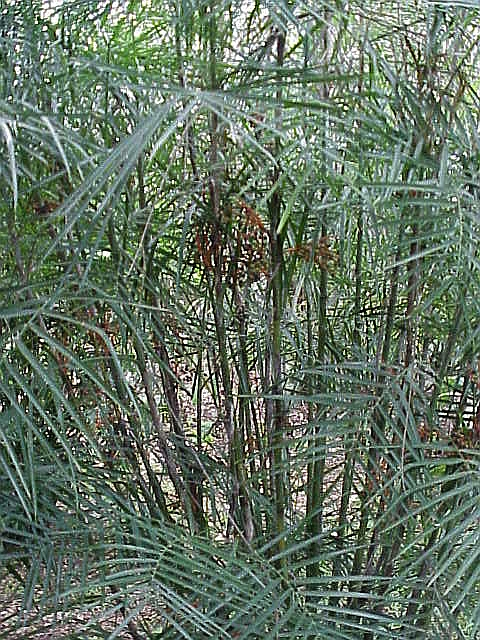